# لويس إس. باين
لويس إس. باين (بالإنجليزية: Lewis S. Payne)‏ هو سياسي أمريكي، ولد في 21 يناير 1819، وتوفي في 1898. نشط حزبياً في الحزب الديمقراطي. وقد انتخب عضو جمعية ولاية نيويورك وانتخب عضو مجلس ولاية نيويورك.